# Juncus textilis
Juncus textilis är en tågväxtart som beskrevs av Franz Georg Philipp Buchenau. Juncus textilis ingår i släktet tåg, och familjen tågväxter. Inga underarter finns listade i Catalogue of Life.